# Districte d'Imphal West
El districte d'Imphal West és una divisió administrativa de l'estat de Manipur, Índia amb capital a Lamphelpat. La superfície és de 558 km² i la població de 439.532 (2001). La llengua principal és el manipurí.
Administrativament està format per quatre subdivisions:
- Lamphelpat
- Lamsang
- Patsoi
- Wangoi

I dos blocs de desenvolupament (blocks):
- Imphal I
- Imphal II

Hi ha tres municipalitats: Imphal, Sekmai i Lamsang
El cercles fiscals són: Patsoi, Lamsang, Sakmai, Hiyangthang, Mayang Imphal, Komthoujam, Wangoi i Lamphelpat. Hi ha 9 estacions de policia i tres posicions policials. El nombre de ciutats és de 10 i els pobles són 117.
Es va crear el 18 de juny de 1997 per partició del districte d'Imphal.